# Trévillers
Trévillers é uma comuna francesa na região administrativa de Borgonha-Franco-Condado, no departamento de Doubs. Estende-se por uma área de 10,74 km². Em 2010 a comuna tinha 500 habitantes (densidade: 46,6 hab./km²).